# ГЕС Варгфорс
ГЕС Варгфорс – гідроелектростанція на півночі Швеції. Знаходячись між ГЕС Gallejaur (вище по течії) та ГЕС Ренгард, входить до складу каскаду на річці  Шеллефтеельвен, яка впадає у Ботнічну затоку Балтійського моря приблизно посередині між містами Умео та Лулео. 
В межах проекту річку перекрили доволі нетиповою для Швеції арковою бетонною греблею висотою 46 метрів. Біля неї у правобережному масиві на глибині 25 метрів облаштували підземний машинний зал. В 1961 році його обладнали однією турбіною типу Каплан, до якої в 1987-му додали турбіну типу Френсіс. При загальній потужності гідроагрегатів у 134 МВт та напорі у 49 метрів станція забезпечує виробництво 452 млн кВт-год електроенергії на рік.